# Parti libéral du Commonwealth
Pour les articles homonymes, voir CLP.
Le Parti libéral du Commonwealth (The Commonwealth Liberal Party (CLP), dit aussi The Fusion en anglais) était un parti politique australien, ancêtre du parti libéral australien.
En 1909, Alfred Deakin, le chef du parti protectionniste, accepta de s'unir avec le Free Trade Party de George Reid pour former le CLP. Il fut battu par les travaillistes en 1910 mais son nouveau chef, Joseph Cook, le mena à la victoire en 1913 avant de connaître de nouveau l'échec aux élections anticipées de 1914.
En 1916, les libéraux du Commonwealth rejoignirent les partisans de l'ex-travailliste Billy Hughes pour former le Parti nationaliste d'Australie.

## Chefs du parti
- Alfred Deakin 1909-11
- Joseph Cook 1911-16